# Rogi (województwo opolskie)
Rogi (niem. Rogau)– wieś w Polsce położona w województwie opolskim, w powiecie opolskim, w gminie Niemodlin.
Miejscowość położona w województwie opolskim, w odległości ok. 9 km od Niemodlina. Można zobaczyć tam ponad stuletni kościół w stylu neoromańskim, tudzież zabytkowy pałacyk letni hrabiów niemodlińskich Praschmów, dziś zamieniony w szkołę podstawową.

## Historia
Od 1776 r. wieś posiadała własną pieczęć gminną, na której wizerunku przedstawiono  zwróconego w prawo gryfa zionącego ogniem, trzymającego w łapach zapaloną świecę.

## Zabytki
Do wojewódzkiego rejestru zabytków wpisane są:
- kościół par. pw. Wszystkich Świętych (dec. pw. Narodzenia NMP), drewniany, z 1685 r., XVIII/XIX w., przeniesiony do skansenu w Bierkowicach
- zespół folwarczny, z poł. XIX w.:
  - dwa domy
  - dwie stodoły
  - spichlerz, obecnie mieszkania
  - stajnia
  - obora
  - park.